# NGC 5543
NGC 5543 ist eine 14,7 mag helle Spiralgalaxie vom Hubble-Typ Sab im Sternbild Bärenhüter und etwa 317 Millionen Lichtjahre von der Milchstraße entfernt.
Sie wurde am 26. April 1865 von Heinrich Louis d’Arrest entdeckt.